# Ichthydium brachykolon
Ichthydium brachykolon är en djurart som tillhör fylumet bukhårsdjur, och som beskrevs av Brunson 1949. Ichthydium brachykolon ingår i släktet Ichthydium och familjen Chaetonotidae. Inga underarter finns listade i Catalogue of Life.